# Valeriana hardwickii
Valeriana hardwickii là một loài thực vật có hoa trong họ Kim ngân. Loài này được Wall. miêu tả khoa học đầu tiên năm 1820.